# 高濱線
高濱線（日语：／ Takahama sen */?）是一條由伊予鐵道營運的鐵道路線，連接愛媛縣松山市的高濱站至松山市站，並能直通運轉至横河原線前往橫河原站，本線絕大部份路段皆為複線路段，是四國島較少擁有雙軌線路的鐵道路線，同時亦是中四國地區最先開設的鐵路路線。本路線把松山市中心和松山港連繫起來。

## 路線資料
- 路線距離（營業距離）：9.4公里
- 軌距：1067毫米
- 站數：10個（包括起終點站）
- 複線路段：梅津寺－松山市間
- 單線路段：高濱－梅津寺間
- 電氣化路段：全線（直流600V）
- 閉塞方式：自動閉塞式
- 最高速度：60公里/小時
- 車輛基地：古町車輛基地（最近車站為古町站）
- 最大連結車輛數：4輛
- 連結車輛數（日間）：2－3輛

## 營運模式
全線只提供普通列車。平日除了早上及晚上3班下行及早上3班上行外，其他班次均與横河原線作直通運轉。一般每15分鐘一班，早上繁忙時間則稍為加密至11-14分鐘一班，清晨及晚上則為25-30分鐘一班，當實行15分鐘定點時間時，發車時間會與旁邊的郡中線相同。本線採用3000系3輛編成、610系或700系2輛編成列車行駛。早上繁忙時間會增加至4輛編成，但只限古町站～松山市站一段，由橫河原站開出的列車，後方列車的方向幕會顯示「高濱（古町止）」。到達古町後，後方2輛編成會解結。另外由於大手町站月台的有效長度只有三輛，4輛編成列車靠站時，會使用車門安全裝置，避免最後一節列車的車門會打開。
當每年8月第1個星期日於松山港舉行的「三津濱花火大會」時，班次可增強至1小時開出8班列車，臨時列車多以松山市站為止，並會調派郡中線的列車作支援。

## 歷史
- 1888年10月28日：三津站 - 松山站（即現時松山市站）間開業，採用762mm路軌。
- 1889年7月20日：松山站改稱為「外側站」；三津口站改稱「古町站」[2]。
- 1892年5月1日：高濱站 - 三津站開業，全線開通。
- 1902年6月1日：外側站改回稱為「松山站」。
- 1927年3月1日：松山站改稱「松山市站」。

- 4月3日：江戶町站（即現時大手町站）開業。
- 11月1日：山西站、衣山站開業。

- 1931年5月1日：全線改軌至1067mm並電化。梅津寺站、港山站開業。

- 7月8日：全線複線化。

- 1945年2月21日：受「不要不急線」法令影響，需上繳金屬路軌而改為單線化。相關路軌後來用於國鐵予讚線八幡濱站～宇和島站區間。）
- 1952年2月1日：梅津寺 - 三津間再複線化。
- 1953年7月1日：江戶町站改稱「大手町站」。
- 1957年12月26日：衣山 - 古町間再複線化。
- 1963年7月1日：古町 - 松山市間再複線化。
- 1964年7月16日：三津 - 衣山間再複線化。
- 1968年6月10日：西衣山站開業。
- 1998年7月18日：衣山 - 古町間改為高架化。
- 2025年:

- 3月18日：全線可使用ICOCA及全國交通系IC卡。
- 9月：停用自家IC卡「E-card」。

## 車站列表
所有車站都位於愛媛縣松山市。另外雖然松山觀光港至高濱是巴士路段，但仍設有車站編號（IY00）。
範例
站員的有無 … *：直營有人站，+：委託有人站，- ：無人站（只限早朝委託有人站），無印：終日無人站
軌道 … ｜：單線路段（不可列車交會），∧：此起往下為複線，‖：複線路段，（空欄）：沒有軌道
| 高架電纜 電壓               | 車站編號 | 中文站名   | 日文站名 | 英文站名 | 站間距離 | 營業距離 | 接續路線                                                       | 站員有無 | 軌道 |
| --------------------------- | -------- | ---------- | -------- | -------- | -------- | -------- | -------------------------------------------------------------- | -------- | ---- |
|                             | IY00     | 松山觀光港 |          | /        | -        | -        | 吳·廣島航路、小倉航路、聯絡巴士                                |          |      |
| 600V                        | IY01     | 高濱       |          |          | -        | 0.0      | 中島航路、興居島航路、聯絡巴士                                 | *        | ｜   |
| 600V                        | IY02     | 梅津寺     |          |          | 1.2      | 1.2      |                                                                | +        | ∧    |
| 600V                        | IY03     | 港山       |          |          | 0.8      | 2.0      |                                                                |          | ‖    |
| 600V                        | IY04     | 三津       |          |          | 1.0      | 3.0      |                                                                | +        | ‖    |
| 600V                        | IY05     | 山西       |          |          | 1.0      | 4.0      |                                                                | +        | ‖    |
| 600V                        | IY06     | 西衣山     |          |          | 1.1      | 5.1      |                                                                | -        | ‖    |
| 600V                        | IY07     | 衣山       |          |          | 0.9      | 6.0      |                                                                | +        | ‖    |
| 600V                        | IY08     | 古町       |          |          | 1.6      | 7.6      | 伊予鐵道：大手町線、城北線                                     | +        | ‖    |
| 600V                        | IY09     | 大手町     |          |          | 0.9      | 8.5      | 伊予鐵道：大手町線（大手町站前）                               | +        | ‖    |
| 750V                        | IY10     | 松山市     |          |          | 0.9      | 9.4      | 伊予鐵道：■橫河原線（直通運行）、■郡中線、花園線（松山市站前） | *        | ‖    |
| ■直通運行至橫河原線橫河原站 |          |            |          |          |          |          |                                                                |          |      |

## 其他

### 路面電車與鐵路路軌平面交差
位於古町站內，以及大手町站與松山縣道19號的路面，是現時日本國內僅有的2個鐵路路軌與路面電車路軌平面交差通過的路段。路軌會與大手町線2次交差相遇，由於兩線均採用直流600V電網，因此並不互相影響。

### 隧道
本線過往曾經通過2條隧道，分別是「衣山隧道」及「高濱隧道」，但由於複線化、電化及興建道路天橋的關係，兩者皆於1931年被移除。

### 少爺列車
在夏目漱石的小説《少爺》中，描述主角前往「愛媛縣立松山東高等學校」上班時所乘的「有如火柴盒般的小火車」，所指的便是還是採用762mm軌距的高濱線。